# Часниківський заказник
Часникі́вський заказник — орнітологічний заказник загальнодержавного значення в Україні. Розташований у межах Звягельського району Житомирської області, на південний захід від села Кочичине.
Площа 612 га. Статус присвоєно згідно з постановою РМ УРСР від 25.02.1980 року № 132. Перебуває у віданні ДП «Ємільчинське ЛГ» (Кочичинське лісництво, кв. 45, 46, 47, 53, 45, 55).
Статус присвоєно для збереження сфагнового болота з прилеглими залісненими ділянками. Рослинність характерна для такого типу боліт: осоково-сфагнові угруповання, по берегах — пригнічена деревна рослинність та зарості чорниці. Територія заказника є місцем оселення багатьох видів птахів, у тому числі рідкісних: глушці, а також лелеки чорні, занесені до Червоної книги України.